# Stazione di Campascio
La stazione di Campascio è la fermata ferroviaria della ferrovia del Bernina, gestita dalla Ferrovia Retica. È al servizio del comune di Campascio, frazione di Brusio.

## Storia
La stazione entrò in funzione il 1º luglio 1908 insieme alla tratta Tirano-Poschiavo della linea del Bernina della Ferrovia Retica.